# بانک بیروت
بانک بیروت (انگلیسی: Bank of Beirut) شرکت خدمات مالی و بانکداری لبنانی است، که در سال ۱۹۶۳ توسط سلیم صفیر تأسیس شد.